# Craig Callahan
Craig Callahan,  (nacido el 26 de mayo de 1981 en Maquoketa, Iowa) es un exjugador de baloncesto estadounidense. Con 2.04 metros de estatura, juega en la posición de ala-pívot. 

## Trayectoria
- Universidad de Carolina del Norte en Wilmington (1999-2003)
- Wilmington Wave Rockers (2003)
- Mlékárna Kunín (2003-2004)
- BK Prostějov (2004-2006)
- Bàsquet Manresa (2006-2008)
- Eisbären Bremerhaven (2008-2009)
- Mons-Hainaut (2009)
- Eisbären Bremerhaven (2009-2011)
- New Basket Brindisi (2011-2012)
- Basket Barcellona (2012-2013)
- Scaligera Basket Verona (2013-2014)
- Pallacanestro Varese (2014-2015)
- Pallacanestro Virtus Roma (2015-2016)
- Pallacanestro Cantù (2016-2017)